# Distrito de Chitradurga
Chitradurga (en canarés; ಚಿತ್ರದುರ್ಗ ಜಿಲ್ಲೆ ) es un distrito de India, en el estado de Karnataka . 
Comprende una superficie de 8440 km².
El centro administrativo es la ciudad de Chitradurga.

## Demografía
Según el censo de 2011, este distrito contaba con una población total de 1 660 378 habitantes.
En este sitio se encuentra el sitio arqueológico Brahmagiri.

## Localidades
- Challakere